# Baugi
Baugi segundo a Mitologia nórdica, era um gigante, irmão de Suttung, filho de Gilling.
Na montanha Hnitbjörg, perfura a rocha pela qual Odin entra para roubar o Óðrerir, que continha o hidromel da poesia.
A existência de Baugi é comprovada na Edda poética, no Skáldskaparmál, capítulo VI.